# 劇場版 鬼滅の刃 無限城編
『劇場版「鬼滅の刃」無限城編』（げきじょうばん きめつのやいば むげんじょうへん）は、吾峠呼世晴による漫画『鬼滅の刃』を原作としたufotable制作の日本の長編アニメーション映画。全三部作として制作され、「第一章 猗窩座再来」（だいいっしょう あかざさいらい）は2025年7月18日に公開された（PG12指定）。2024年5月から6月に放送されたテレビアニメ版「柱稽古編」の続編として無限城での戦いを描く。

## あらすじ
第一章 猗窩座再来
鬼の始祖・鬼舞辻無惨の策略により、鬼殺隊は鬼たちの根城である異空間・無限城へと落とされてしまう。各々が鬼を討伐しながら無惨を探す中、蟲柱・胡蝶しのぶは、実姉にして花柱・胡蝶カナエを殺した張本人である上弦の弐・童磨と、我妻善逸はかつての兄弟子であり、新たな上弦の陸となった獪岳と、竈門炭治郎と水柱・冨岡義勇は、かつて炎柱・煉獄杏寿郎を倒した上弦の参・猗窩座と遭遇し、激しい戦いを繰り広げる。一方、無惨を道連れに自ら妻子と共に邸宅ごと自爆し犠牲となった第97代当主・産屋敷耀哉に代わり、当主を引き継いだその長男（第98代当主）・産屋敷輝利哉が戦闘の指揮を取り、鬼殺隊に協力する珠世に付き従う愈史郎の血鬼術によって、無限城を探索する鎹鴉と視覚を共有しながら、無限城の中に潜む無惨の位置を探索していく。

## 声の出演
| 第一章 | キャラクター | 声の出演 |
| ------ | ------------ | -------- |
| 第一章 | 竈門炭治郎   | 花江夏樹 |
| 第一章 | 竈門禰豆子   | 鬼頭明里 |
| 第一章 | 我妻善逸     | 下野紘   |
| 第一章 | 嘴平伊之助   | 松岡禎丞 |
| 第一章 | 栗花落カナヲ | 上田麗奈 |
| 第一章 | 不死川玄弥   | 岡本信彦 |
| 第一章 | 冨岡義勇     | 櫻井孝宏 |
| 第一章 | 宇髄天元     | 小西克幸 |
| 第一章 | 胡蝶しのぶ   | 早見沙織 |
| 第一章 | 時透無一郎   | 河西健吾 |
| 第一章 | 甘露寺蜜璃   | 花澤香菜 |
| 第一章 | 伊黒小芭内   | 鈴村健一 |
| 第一章 | 不死川実弥   | 関智一   |
| 第一章 | 悲鳴嶼行冥   | 杉田智和 |
| 第一章 | 猗窩座       | 石田彰   |

## スタッフ
|                                                     | 第一章                               |
| --------------------------------------------------- | ------------------------------------ |
| 原作                                                | 吾峠呼世晴                           |
| 総監督・制作プロデューサー 脚本・音響監督・音楽演出 | 近藤光                               |
| 監督                                                | 外崎春雄                             |
| キャラクターデザイン・総作画監督                    | 松島晃                               |
| サブキャラクターデザイン                            | 佐藤美幸、梶山庸子、菊池美花         |
| プロップデザイン                                    | 小山将治                             |
| 美術監督                                            | 衛藤功二                             |
| 撮影・フィニッシング演出監督                        | 寺尾優一                             |
| 3D監督                                              | 西脇一樹                             |
| 色彩設計                                            | 大前祐子                             |
| 編集                                                | 神野学                               |
| 音楽                                                | 椎名豪、梶浦由記                     |
| 音楽制作                                            | アニプレックス                       |
| プロデューサー                                      | 三宅将典、高橋祐馬、林辰朗、嶋崎崇夫 |
| 脚本制作・アニメーション制作                        | ufotable                             |
| 配給                                                | 東宝、アニプレックス                 |

## 主題歌
「太陽が昇らない世界」
Aimerによる第一章の主題歌。作詞は近藤光、作曲は椎名豪、編曲は椎名豪と宮野幸子。
「残酷な夜に輝け」
LiSAによる第一章の主題歌。作詞・作曲・編曲は梶浦由記。

## 製作

### 企画と構想
『無限城編』の企画は、劇場版『無限列車編』公開中に、アニプレックス社長・岩上敦宏がufotableプロデューサー・近藤光から「『無限城編』は劇場版三部作で制作する」との構想を打ち明けられたことに始まる。その後、製作委員会により正式に承認され、一部のアニメスタッフにも共有されるかたちで準備が進められた。

### 3DCGの刷新
無限城は『竈門炭治郎 立志編』第26話において初登場していたが、当時制作された3Dモデルは『無限城編』では使用されていない。劇場の大スクリーンに対応するため、より広大かつ高密度な美術設計が求められたためである。そのため、旧モデルは破棄され、『刀鍛冶の里編』で新たに構築されたモデルをベースに再設計が行われた。
背景や舞台はすべて3DCGで制作されたが、1フレームあたりのレンダリング時間の問題から、全社の計算資源を投入しても完成までに3年6か月を要するという試算が出された。このままでは映画三作で合計10年以上を要することとなり、現実的ではなかった。そのため、ufotableでは高性能なマシンを最大限導入し、排熱のためにサーバールームの改修を行うなど、物理的設備面での拡充が行われた。さらに、モデラーによるモデルの軽量化作業、社内ネットワークの改善、技術者による課題の個別対応といった取り組みによって、レンダリング時間の短縮が実現された。クラウドレンダリングも検討されたが、試算されたコストが数億円にのぼったため断念されたという。

### 制作体制
無限城内でキャラクターたちが縦横無尽に動き回るという演出上の要請から、背景もキャラクターの動きに追随して回転・変化する必要があり、空間設計やアクション作画に大きな負担がかかった。実際に680カットを超える3D背景と作画の合成が必要となり、全体では2000カットを超える長尺の映画となった。
アクション中心の内容に対応するため、ufotableは新たな制作体制を導入した。社内の実力派アニメーターである木村豪、小船井充、國弘昌之、阿部望の4人をアクションチームのリーダーに据え、それぞれがチームを組んで作業を進行した。このシステムでは、4名がアクションの組み立てを「0原」として描き、それぞれのチームメンバーがそれを基に作業を進める。このシステムの導入によって、個々のアニメーターの意思を作業工程全体に残しながらキャラクターの芝居の統一性を図るとともに、技術の継承を行なう狙いがあった。各リーダーが担当した代表的なシーンとして、木村は猗窩座が自ら再生を拒む場面、小船井は善逸と獪岳の戦闘シーン、國弘は冨岡義勇の痣発現以降の猗窩座との死闘、阿部は猗窩座の「青銀乱残光」が挙げられる。

### 作画と統一性の確保
本作の制作においては、膨大な作業量に対応するため、原画マンが0原と第一原画を合わせて約200名、演出が10名、作画監督が40名と多数のスタッフが参加した。制作チームの個性を統一し、一本の映画としてまとめるため、様々な施策が講じられた。その一環として、キャラクターごとの「走り」のパターンをCGで先行して作成し、その動きをタイムシート化して作画の参考とした。また、各キャラクターのダメージ表現に関する資料など、統一のための設定資料も多数用意された。
監督の外崎春雄とキャラクターデザイン・総作画監督の松島晃が作画全体を統括した。外崎はレイアウトのチェックを終えた後、松島の補佐も務めた。松島は、総作画監督の補佐をつけながらも大役を一人でこなした。本作の制作における大きな変化として、外崎や松島といったベテランアニメーターを含む全作画スタッフが、制作開始時からデジタル作画に完全に移行したことが挙げられる。『遊郭編』の頃には半数程度がデジタル化していたが、『無限城編』では全員がデジタル作画となった。これにより、リアルタイムでの進捗確認やコミュニケーションが可能となり、紙のスキャンによるズレがなくなったことで動画の精度も向上した。

### 音楽
劇伴担当のひとりである椎名豪によれば、楽曲制作は2024年より開始され、音響監督・音楽演出を務める近藤光との綿密なやりとりが行われた。Mラインと呼ばれるタイミング指示のもと、セリフやアクションの間をつなぐ楽曲が、約70曲制作された。即座にOKが出ることは少なく、両者の間で深夜まで作業が続くことも多かった。収録間近になると、近藤が椎名の作業場所に直接入るかたちで、ほぼ合宿状態となった。椎名はこれを「ほぼ喧嘩だったが、あれで吹っ切れた」と振り返っている。最終的には、椎名の曲作りと並行して、もう一人の音楽家である梶浦由記が手がける主題歌についても、近藤が現場で調整を行っていたという。完成したデモ曲の数々は、この合宿の1週間後に出揃った。

## 公開リスト
| 章     | サブタイトル | 脚本   | 絵コンテ                          | 演出                                                                                  | 作画監督 | 初上映日       |
| ------ | ------------ | ------ | --------------------------------- | ------------------------------------------------------------------------------------- | --- | -------------- |
| 第一章 | 猗窩座再来   | 近藤光 | 三浦貴博 栖原隆史 外崎春雄 近藤光 | 下村晋矢 栖原隆史 清水勇司 細川ヒデキ 原田征爾 豆塚隆 宇田明彦 中澤健 恒松圭 南野純一 | 仲敷公実子 藤本典子 坂東美佳 緒方美枝子 佐藤哲人 竹内由香里 伊藤裕次 田中彩 小林友衣 永森雅人 松嶋かおり 黒藤海 太田都 加藤友理 鬼澤佳代 秋山幸児 小山将治 佐藤美幸 松井祐子 荒井怜子 菊池美花 茂木貴之 渡邉八恵子 石後夏奈 植野千世子 塩島由佳 足立原美保子 重本和佳子 渡部由紀子 川上真菜 石橋有希子 長尾浩生 杉浦尭侑 西尾聡美 木下博斗 野村慎太郎 白井俊行 滝口禎一 須藤友徳 外崎春雄 松島晃 | 2025年 7月18日 |

## イベント
公開直前 萬来祈願イベント
劇場公開に先がけて、2025年7月11日に増上寺にて「公開直前 萬来祈願イベント」が開催された。約60分間のイベントで合計13人のキャストが出演し、トークイベントも行なわれた。

## 興行収入

### 興行収入（第一章）

#### 日本
2025年7月18日より、IMAX53館を含む全国452館で劇場公開され、7月18日から20日にかけての公開3日間で動員384万3613人、興行収入55億2429万8500円を記録し、興行通信社の調査による全国映画動員ランキングで初登場第1位となった。
これは、『劇場版「鬼滅の刃」無限列車編』で記録した、オープニング成績（46億2311万7450円）、初日成績（12.6億円）、単日成績（17.0億円）を上回り、日本映画史上で初めてオープニング成績、初日成績、単日成績の3つの記録を塗り替える快挙を達成した。また、公開3日間で興行収入50億円を突破するのは史上初となった。
さらに7月21日（祝日）を含んだ公開4日間で動員516万4348人、興行収入73億1584万6800円を記録した。
7月27日までの公開10日間で動員910万4483人、興行収入128億7217万6700円を突破し、公開から8日で興行収入100億円を突破した。これにより『劇場版「鬼滅の刃」無限列車編』の記録 (公開10日間) を上回り、日本映画史上最速で興行収入100億円を突破する快挙となった。
その後も勢いが止まらず、公開17日間で動員1255万8582人、興行収入176億3955万7600円を記録し、『ハウルの動く城』（2004年、196億円）に次いで歴代10位に浮上した。
8月11日（祝日）を含めた公開25日間で動員1569万8202人、興行収入220億7219万1500円となり、公開23日目にて日本映画史上最速で興行収入が200億円を超えた。これにより日本歴代興行収入ランキングで『ONE PIECE FILM RED』（2022年、203億円）を上回り歴代6位に浮上となった。
8月17日までの公開31日間で動員1827万2941人、興行収入257億8265万6600円を突破し、『アナと雪の女王』（2014年、255億円）、『君の名は。』(2016年、251億7000万円) を上回り歴代興行収入ランキングで4位に浮上した。
|                                           | 動員数 （万人） | 動員数 （万人） | 動員数 （万人） | 興行収入 （億円） | 興行収入 （億円） | 出典・備考 |
| 週末                                      | 週末            | 累計            | 週末            | 累計              |                   | 出典・備考 |
| ----------------------------------------- | --------------- | --------------- | --------------- | ----------------- | ----------------- | --- |
| 1週目の週末 （2025年7月18日・19日・20日） | 1位             | 384.3           | 384.3           | 55.2              | 55.2              | 7月21日（祝日）まで累計興収73.2億円、動員516.4万人。 日本公開映画のオープニング成績、初日成績、単日成績で歴代1位を達成。 |
| 2週目の週末 （7月25日・26日・27日）       | 1位             | 212.1           | 910.4           | 31.0              | 128.7             | 公開8日間で興行収入100億円突破、累計興収100億円突破の日本最速記録を更新。                                                |
| 3週目の週末 （8月1日・2日・3日）          | 1位             | 174.0           | 1255.8          | 24.6              | 176.3             | 日本歴代興収ランキングで歴代10位。                                                                                       |
| 4週目の週末 （8月8日・9日・10日）         | 1位             | 130.9           | 1513.5          | 19.2              | 212.7             | 8月11日（祝日）まで累計興収220.7億円、動員1569.8万人。 日本歴代興収ランキングで歴代6位。                                 |
| 5週目の週末 （8月15日・16日・17日）       | 1位             | 121.8           | 1827.3          | 18.7              | 257.8             | 日本歴代興収ランキングで歴代4位。                                                                                        |
| 6週目の週末 （8月22日・23日・24日）       |                 |                 |                 |                   |                   | |
| 7週目の週末 （8月29日・30日・31日）       |                 |                 |                 |                   |                   | |
| 8週目の週末 （9月5日・6日・7日）          |                 |                 |                 |                   |                   | |
| 9週目の週末 （9月12日・13日・14日）       |                 |                 |                 |                   |                   | |
| 10週目の週末 （9月19日・20日・21日）      |                 |                 |                 |                   |                   | |

以下は本作により更新された国内の興行記録を示す。ただし、以下の記録が全て公的に記録されているものではない為、あくまで参考である。
| 内容                       | 記録             | 本作に記録更新 された映画                         | 本作の記録を 更新した映画 | 出典          |
| -------------------------- | ---------------- | ------------------------------------------------- | ------------------------- | ------------- |
| 興収100億円 最速到達記録   | 8日              | 劇場版「鬼滅の刃」無限列車編 （10日）             | -                         | [ 21 ]        |
| 興収200億円 最速到達記録   | 23日             | 劇場版「鬼滅の刃」無限列車編 （24日）             | -                         | [ 要出典 ]    |
| 1日の動員数                | 142万1804人      | 劇場版「鬼滅の刃」無限列車編 （127万234人）       | -                         | [ 20 ]        |
| 1日の興行収入              | 20億3782万200円  | 劇場版「鬼滅の刃」無限列車編 （17億172万3350円）  | -                         | [ 20 ]        |
| 週間動員数                 | 526万0870人      | 劇場版「鬼滅の刃」無限列車編 （456万2949人）      | -                         | [ 20 ] [ 21 ] |
| 週間興行収入               | 73億4787万8200円 | 劇場版「鬼滅の刃」無限列車編 （61億3111万5100円） | -                         | [ 20 ] [ 21 ] |
| 平日動員数 （1日あたり）   | 115万5637人      | 劇場版「鬼滅の刃」無限列車編 （91万507人）        | -                         | [ 20 ]        |
| 平日興行収入 （1日あたり） | 16億4605万4200円 | 劇場版「鬼滅の刃」無限列車編 （12億6872万4700円） | -                         | [ 20 ]        |
| 初週土日動員数             | 268万7976人      | 劇場版「鬼滅の刃」無限列車編 （250万9986人）      | -                         | [ 20 ]        |
| 初週土日興行収入           | 38億7824万4300円 | 劇場版「鬼滅の刃」無限列車編 （33億5439万2750円） | -                         | [ 20 ]        |
| 初週金土日動員数           | 384万3613人      | 劇場版「鬼滅の刃」無限列車編 （342万493人）       | -                         | [ 20 ]        |
| 初週金土日興行収入         | 55億2429万8500円 | 劇場版「鬼滅の刃」無限列車編 （46億2311万7450円） | -                         | [ 20 ]        |

#### 台湾
前売り興行収入は4000万台湾元を超え、前売り券の売上はこれまでの映画興行記録を大幅に塗り替える4566万台湾元を記録し、『アベンジャーズ/エンドゲーム』を上回る歴代1位の新記録を樹立した。
8月8日の公開初日の興行収入は5207万台湾元を記録した。これは『アベンジャーズ/インフィニティ・ウォー』についで歴代4位の初日興行収入となった。さらに、公開2日間で1億1000万台湾元、公開3日間で1億7000万台湾元の興行収入を達成し、台湾における興行収入ランキングで初登場第1位となった。また、この時点で2020年に公開された『劇場版「鬼滅の刃」無限列車編』が3日間で1億1000万台湾元を突破した記録を上回った。
公開7日間の興行収入は累計で2億8100万台湾元を突破し、台湾における日本映画の興行収入ランキングで歴代第3位になった。公開8日間の興行収入は累計で3億台湾元を突破し、観客動員数は100万人を突破した。これにより台湾におけるアニメーション映画で歴代8位に浮上した。

#### 香港
公開初日の興行収入は730万香港元を突破し、『ナタ 魔童の大暴れ』が2月に樹立した667万香港元の記録を破り、2025年公開の初日興行収入としては1位の滑り出しとなった。公開3日間で興行収入は2000万香港元を超えている。